# Élection présidentielle de 1837 en Nouvelle-Grenade
L'élection présidentielle colombienne de 1837 au suffrage indirect s'est tenue en République de Nouvelle-Grenade le 1er avril 1837 pour élire le nouveau président de la République après le départ de Francisco de Paula Santander. 

## Contexte
Rappelé en Colombie à la mort de Simón Bolívar en 1830 (dissolution de la  Grande Colombie), Santander est président de la République de Nouvelle-Grenade à titre provisoire de 1832 à 1833, puis élu de nouveau pour les quatre années suivantes. Malade, il décide ne pas se présenter à la prochaine élection.   

## Résultats

### Président de la République
| Candidats               | Premier tour | Premier tour | Second tour | Second tour |
| Candidats               | Votes        | %            | Votes       | %           |
| ----------------------- | ------------ | ------------ | ----------- | ----------- |
| José Ignacio de Márquez | 616          | 39,9         | 860         | 59,6        |
| José María Obando       | 536          | 33,8         | 722         | 40,4        |
| Vicente Azuero          | 164          | 10,3         |             |             |
| Domingo Caycedo         | 150          | 9,5          |             |             |
| Total                   | 1,582        | 100          | 1,582       | 100         |

### Élection du Vice-président
| Candidats         | Premier tour | Premier tour | Second tour | Second tour |
| Candidats         | Votes        | %            | Votes       | %           |
| ----------------- | ------------ | ------------ | ----------- | ----------- |
| Domingo Caycedo   | 20           | 37,1         | 32          | 54,7        |
| José María Obando | 25           | 45,3         | 25          | 45,3        |
| Vicente Azuero    | 12           | 17,6         |             |             |
| Total             | 57           | 100          | 57          | 100         |